# Samantha Fox
Samantha Karen "Sam" Fox (Londres, 15 de Abril de 1966) é uma cantora britânica. Fox começou sua carreira como modelo, aos 16 anos. Depois de ficar em segundo lugar em um concurso de modelos amadoras organizado pelo Sunday People, o The Sun a recrutou para posar para a Page 3, onde fez sua primeira aparição em fevereiro de 1983. Nomeada "Garota do Ano da Page 3" pelo jornal em 1984, 1985 e 1986, ela se tornou uma das mulheres britânicas mais fotografadas da década de 1980 e um notável símbolo sexual da época. Ela deixou a Page 3 em 1986, aos 20 anos, para se concentrar na música, mas fez aparições ocasionais como modelo depois disso, notavelmente aparecendo em um ensaio fotográfico da Playboy em 1996. Em 2008, ela foi eleita a melhor modelo da Page 3 de todos os tempos.
Lançado em março de 1986, o single de estreia de Fox pela gravadora Jive Records, "Touch Me (I Want Your Body)", tornou-se um sucesso nas 10 primeiras posições nas paradas da Europa, América do Norte e Austrália, alcançando o número um em vários países. Seus três primeiros álbuns de estúdio — Touch Me (1986), Samantha Fox (1987) e I Wanna Have Some Fun (1988) — todos produziram singles de sucesso internacionais e ela foi indicada na categoria Artista Solo Feminina Britânica no Brit Awards 1988. Seus discos subsequentes — Just One Night (1991), 21st Century Fox (1997) e Angel with an Attitude (2005) — foram menos bem-sucedidos, mas ela continuou a fazer turnês e anunciou um próximo sétimo álbum de estúdio.
No início de sua carreira, Fox namorou homens como Peter Foster, o ex-canoísta australiano, e Paul Stanley, guitarrista base e vocalista da banda de rock Kiss. Após rumores persistentes na década de 1990 sobre sua orientação sexual, ela se assumiu lésbica em 2003. A artista teve um relacionamento de longo prazo com sua ex-empresária Myra Stratton, de 2003 até a morte dela, vítima de câncer, em 2015. Em 2022, se casou com sua empresária, Linda Birgitte Olsen.

## Discografia

### Álbuns
- 1986: Touch Me
- 1987: Samantha Fox
- 1988: I Wanna Have Some Fun
- 1991: Just One Night
- 1992: Greatest Hits
- 1995: The Hits Album
- 1998: 21st Century Fox
- 2002: Watching You, Watching Me
- 2004: Groves - 12 Inches of 80's
- 2005: Angel with an Attitude
- 2005: Hot Tracks - The Best Of Samantha Fox
- 2009: Midnight Lover